# Kostrad

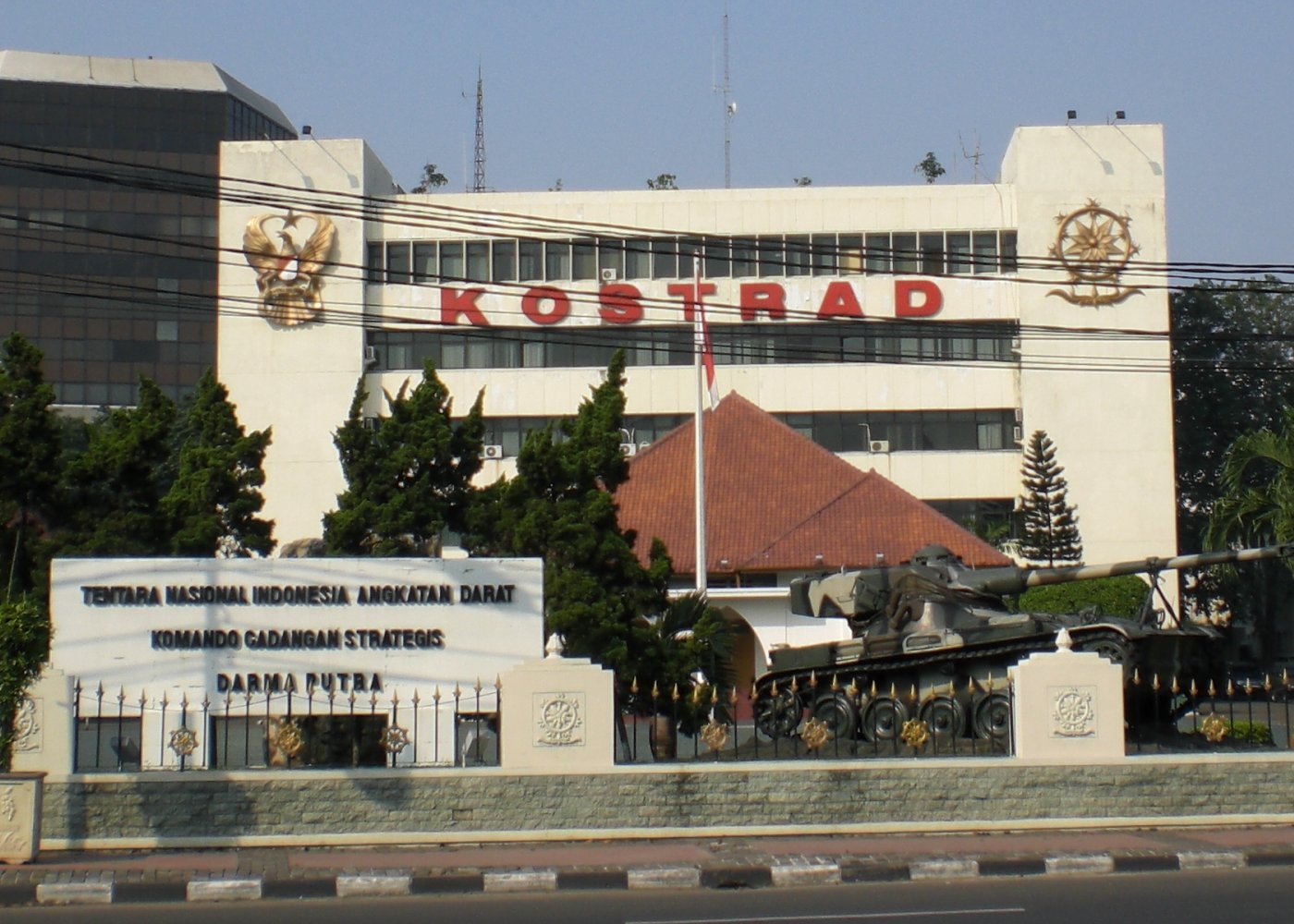
Kostrad-Hauptquartier in Jakarta

Kostrad (indonesische Abkürzung für: Komando Cadangan Strategis TNI-Angkatan Darat, deutsch: Strategisches Heeres-Reservekommando) ist der einflussreichste militärische Verband der indonesischen Streitkräfte mit etwa 26,000 Mann Truppenstärke. Die Truppe ist neben der Spezialeinheit Kopassus die wichtigste Einheit.
Mitgliedern von Kostrad werden im Zusammenhang mit der Besatzungszeit in Osttimor, den Einsätzen in Aceh, in Westneuguinea und auf den Molukken Folter, Mord und andere Menschenrechtsverletzungen vorgeworfen.

## Geschichte
Die Gründung des Verbandes als „Strategischem Armee-Reservekorps“ am 6. März 1961 war die indonesische Reaktion auf das Unabhängigkeitsbestreben der ehemaligen niederländischen Kolonie Westneuguinea. Im Jahr 1963 änderte man den Namen in Kostrad.

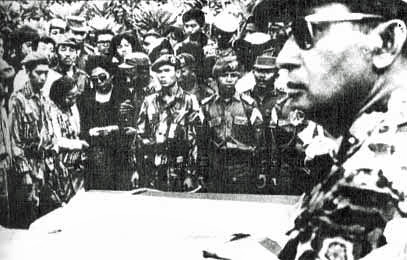
Suharto, erster Oberbefehlshaber von Kostrad und Anführer des rechtsgerichteten Gegenputsches bei der Beerdigung von fünf der getöteten Generäle

Generalmajor Suharto war der Erste, der mit der Position des „Pangkostrad“ – des Oberbefehlshabers – betraut wurde. Von dieser Position aus organisierte er den Gegenputsch zu den angeblich von der kommunistischen Partei PKI initiierten G30S/PKI-Vorfall, bei dem die Palastwache des Präsidenten und Staatsgründers Sukarno sieben rechtsgerichtete Offiziere tötete, und konnte sich als einer der Initiatoren der Massaker in Indonesien 1965–1966 in der Folge als neuer, diktatorisch regierender Präsident einsetzen.
1968 wurde Kostrad erfolgreich bei der Operasi Trisula (deutsch Operation Dreizack) eingesetzt, um verbleibende kommunistische Reste in Blitar im Osten von Java niederzuschlagen. Auf Kalimantan bekämpfte Kostrad kommunistische Guerillaeinheiten der PGRS und der PARAKU und Anfang Dezember 1975 waren Einheiten der Truppe in der Operation Seroja an der Besetzung Osttimors beteiligt.
1984 bekam der Kommandeur von Kostrad von der Armeeführung den Auftrag, Kampfeinsätze durchzuführen. Im Osten der Insel Timor kämpften Kostrad-Einheiten gegen Rebellen der Unabhängigkeitsbewegung FRETILIN.
Kostrad-Oberbefehlshaber Generalleutnant Prabowo, ein Schwiegersohn des Präsidenten und zuvor ebenfalls Chef der Spezialeinheit Kopassus, war maßgeblich an der Bekämpfung der Unruhen 1998 beteiligt, die letztendlich zum Sturz des langjährigen Machthabers Suharto führten.
Den Einsatzbefehl für Operasi Sadar Rencong III in der Provinz Aceh erhielt man im Februar 2000, um zusammen mit Brimob, einer mobilen Sonderpolizeieinheit, die Unabhängigkeitsbewegung GAM zu zerschlagen. Im Oktober 2000 waren 16.000 der 25.000 Soldaten in Krisenregionen stationiert, davon sechs Bataillone auf den Molukken, drei Bataillone in Irian Jaya und weitere Einheiten in der Provinz Ost-Nusa Tenggara.
Im November 2005 wurde bekannt gegeben, dass eine weitere Division nach Irian Jaya verlegt werden soll, um gegen die OPM vorzugehen.
Die Truppe wurde aber auch außerhalb des Landes eingesetzt, zwischen 1973 und 1978 in Ägypten, zwischen 1973 und 1975 in Vietnam oder als Friedenstruppe nach dem Ersten Golfkrieg 1989/90 zwischen dem Irak und dem Iran.

## Kommandeure
Kostrad wird meist von einem Generalleutnant (Letnan Jenderal, Dreisterne-General) unter der Bezeichnung Pangkostrad kommandiert – der aktuelle Kommandeur ist George Toisutta.
| Nr. | Name                    | Dauer                                  | Bemerkung                                                                                         |  |
| --- | ----------------------- | -------------------------------------- | ------------------------------------------------------------------------------------------------- |  |
| 1   | Suharto                 | 1. Mai 1963 bis 2. Dezember 1965       | putschte sich als „Pangkostrad“ an die Macht; siehe G30S/PKI                                      |  |
| 2   | Umar Wirahadikusumah    | 2. Dezember 1965 bis 27. Mai 1967      |                                                                                                   |  |
| 3   | Achmad Kemal Idris      | 27. Mai 1967 bis 11. März 1969         |                                                                                                   |  |
| 4   | Wahono                  | 11. März 1969 bis 20. Februar 1970     |                                                                                                   |  |
| 5   | Makmun Murod            | 20. Februar 1970 bis 26. Dezember 1971 |                                                                                                   |  |
| 6   | Wahono                  | 26. Dezember 1971 bis 18. März 1973    |                                                                                                   |  |
| 7   | Poniman                 | 18. März 1973 bis 4. Mai 1974          |                                                                                                   |  |
| 8   | Himawan Susanto         | 4. Mai 1974 bis 4. Januar 1975         |                                                                                                   |  |
| 9   | Leo Lopulisa            | 4. Januar 1975 bis 19. Januar 1978     |                                                                                                   |  |
| 10  | Wiyogo Atmodarminto     | 19. Januar 1978 bis 1. März 1980       |                                                                                                   |  |
| 11  | Ismail                  | 1. März 1980 bis 24. Januar 1981       |                                                                                                   |  |
| 12  | Rudini                  | 24. Januar 1981 bis 24. Mai 1983       |                                                                                                   |  |
| 13  | Soeweno                 | 24. Mai 1983 bis 30. Januar 1986       |                                                                                                   |  |
| 14  | Soeripto                | 30. Januar 1986 bis 21. August 1987    |                                                                                                   |  |
| 15  | Adolf Sahala Rajagukguk | 21. August 1987 bis 28. März 1988      |                                                                                                   |  |
| 16  | Soegito                 | 28. März 1988 bis 9. August 1990       |                                                                                                   |  |
| 17  | Wismoyo Arismunandar    | 9. August 1990 bis 29. Juli 1992       | Schwager von Präsident Suharto                                                                    |  |
| 18  | Kuntoro                 | 29. Juli 1992 bis 22. September 1994   |                                                                                                   |  |
| 19  | Tarub                   | 22. September 1994 bis 4. April 1996   | zwischen 1993 und 1994 ebenfalls Oberbefehlshaber von Kopassus                                    |  |
| 20  | Wiranto                 | 4. April 1996 bis 20. Juni 1997        | später Verteidigungsminister                                                                      |  |
| 21  | Soegijono               | 20. Juni 1997 bis 20. März 1998        |                                                                                                   |  |
| 22  | Prabowo Subianto        | 20. März 1998 bis 22. Mai 1998         | zuvor Kommandant von Kopassus, maßgeblich an den Unruhen 1998 und dem Sturz von Suharto beteiligt |  |
|     | Johny J Lumintang       | 22. Mai 1998 bis 23. Mai 1998          | nur einen Tag im Amt                                                                              |  |
| 23  | Djamari Chaniago        | 23. Mai 1998 bis 24. November 1999     |                                                                                                   |  |
| 24  | Djaja Suparman          | 24. November 1999 bis 29. März 2000    |                                                                                                   |  |
| 25  | Agus Wirahadikusumah    | 29. März 2000 bis 1. August 2000       |                                                                                                   |  |
| 26  | Ryamizard Ryacudu       | 1. August 2000 bis 3. Juli 2002        |                                                                                                   |  |
| 27  | Bibit Waluyo            | 3. Juli 2002 bis 3. November 2004      |                                                                                                   |  |
| 28  | Hadi Waluyo             | 3. November 2004 bis 2. Mai 2006       |                                                                                                   |  |
| 29  | Erwin Sudjono           | 2. Mai 2006 bis September 2007         |                                                                                                   |  |
| 30  | George Toisutta         | September 2007                         | im Amt                                                                                            |  |

## Gliederung
Kostrad besitzt ein von einem Stabschef (Kas Kostrad) geführten Stab und besteht aus zwei Infanteriedivisionen, die in Bataillone untergliedert sind. Diese Bataillone mit einer Truppenstärke von etwa 650 Mann übernehmen die eigentlichen operativen Aufgaben.
Division 1 ist in Cilodong, in der Nähe der Stadt Bogor in Westjava stationiert und besteht aus den Infanterie-Luftlande-Brigaden (Brigif Linud) 17/Kujang I in Cijantung, Ostjakarta, die Brigif Linud 3 in Makassar auf der Insel Sulawesi, die während der 1990er Jahre hauptsächlich in Osttimor stationiert war, und die Brigif 13 in Tasikmalaya, Westjava.
Division 2 gliedert sich in die drei in Ostjava stationierte Infanteriebrigaden 6, 9 und 18/Trisula, welche von einem Panglima (Pangdivif bzw. Pangdiv) kommandiert werden und jeweils ein Divisionsstab mit einem Stabschefs (Kasdivif) haben.